# Beatyfikowani i kanonizowani przez Klemensa X
Beatyfikowani i kanonizowani przez Klemensa X – święci i błogosławieni wyniesieni na ołtarze w czasie pontyfikatu Klemensa X.

## 1671
- Św. Ferdynand III Kastylijski

28 stycznia 1671
- Bł. Ludwika Albertoni (zatwierdzenie kultu)

12 kwietnia
- Św. Filip Benicjusz
- Św. Franciszek Borgiasz
- Św. Kajetan z Thieny
- Św. Ludwik Bertrand
- Św. Róża z Limy

## 1672
1 maja
- Bł. Pius V

18 maja
- Bł. Jakub z Bevagna (zatwierdzenie kultu)

## 1673
- Św.  Leon III

## 1675
25 stycznia
- Bł. Jan od Krzyża

6 kwietnia
- Bł. Katarzyna z Genui

25 maja
- Bł. Olegariusz

20 czerwca
- Bł. Franciszek Solano

24 listopada
- Bł. Męczennicy z Gorkum:
  - Bł. Adrian Jansen
  - Bł. Andrzej Wouters
  - Bł. Antoni z Hoornaert
  - Bł. Antoni z Weert
  - Bł. Franciszek Roye
  - Bł. Godfryd van Duynsen
  - Bł. Gotfryd z Melveren
  - Bł. Hieronim z Weert
  - Bł. Jakub La Coupe
  - Bł. Jan Lenartz
  - Bł. Jan z Kolonii
  - Bł. Korneliusz Wijk
  - Bł. Leonard Vechel
  - Bł. Mikołaj Janssen
  - Bł. Mikołaj Pick
  - Bł. Nikazjusz Jonson
  - Bł. Piotr z Asche
  - Bł. Teodoryk Endem
  - Bł. Willad z Danii